# Agia Eirinī
Agia Eirinī (in greco: Αγία Ειρήνη, Sant'Irene) è un isolotto disabitato situato nel Mar Libico, al largo della costa meridionale della parte orientale di Creta.
Agia Eirinī fa parte dell'unità periferica di Lasithi.